# Česká Lípa
Česká Lípa (tjekkisk udtale: [tʃɛskaː liːpa]; tysk: Böhmisch Leipa) er en by i regionen Liberec i Tjekkiet med omkring 37.000 indbyggere, hvilket gør den til den mest befolkede tjekkiske by uden bystatus. Den historiske bymidte er velbevaret og er beskyttet ved lov som en kulturmonument.

## Inddeling
Landsbyerne Častolovice, Dobranov, Dolní Libchava, Dubice, Heřmaničky, Lada, Manušice, Okřešice, Písečná, Stará Lípa, Vítkov, Vlčí Důl og Žizníkov er administrative dele af Česká Lípa.

## Etymologi
Ordet Lípa betyder 'lindetræ'. Bebyggelsen er formentlig grundlagt i nærheden af en eller anden gammel mindelind. Efter at det tyske navn Böhmisch Leipa (' Bøhmisk Lipá') dukkede op, blev det tjekkiske navn Česká Lípa afledt af det.

## Geografi
Česká Lípa ligger omkring 38 km vest for Liberec og 67 km nord for Prag. Den ligger i Ralsko-højlandet. Det højeste punkt er Špičák-bakken med en højde på 459 moh. Floden Ploučnice løber gennem byen, cirka 40 km fra dens kilder. Den sydøstlige del af kommunens område strækker sig ind i det beskyttede landskabsområde Kokořínsko – Máchův kraj.

## Historie
Den første skriftlige omtale af bebyggelsen Lipá er fra 1263. Den var oprindeligt en slavisk bosættelse på en handelsrute fra Bøhmen til Zittau. En by blev grundlagt på stedet for bebyggelsen, sandsynligvis mellem 1310 og 1319. Den første skriftlige omtale af byen er fra 1337.
Byens historie er forbundet med Chval af Lipá af Ronovci-familien, :7 som grundlagde Lipý Slot, og hans søn Henrik af Lipá (1270-1329), en betydelig kongelig aristokrat.
Lipý Slot var et befæstet sæde i Nordbøhmen på tidens handelsruter. Der var en slavisk koloni i nærheden af slottet, senere omdøbt til Stará Lípa (nu et kvarter i byen). Der er en henvisning til Arnold, der siges at komme fra Stará Lípa, som var borger i Kravaře i 1263. Historikere har udledt af henvisningen til Stará Lípa, at Lipý Slot og tilhørende bosættelse blev etableret omkring den tid.
Der blev bygget bymure i begyndelsen af det 14. århundrede samt sognekirken for de hellige Paulus og Peter, som blev ødelagt af en brand i 1787.:10 I 1319 solgte Henrik af Lipá slottet med dets omgivelser til sin fætter Hynek Berka. I 1327 var Hynek Berka af Ronovci-familien herre over Lipá og dens bredere omgivelser. Da han døde i 1348, tog hans søn Hynek titlen, og efter hans død efterfulgte hans anden søn Henry. Hans nevø Hynek Berka fra Dubá regerede derefter området. I anden halvdel af det 14. århundrede var familien Veitmile væsentligt involveret i udviklingen af byen.
Udviklingen af byen blev standset af pestepidemien i 1389. I slutningen af det 14. århundrede blev slottet kontrolleret af andre medlemmer af herrer af Lipá-familien, herunder en magtfuld person ved navn Hynek Hlaváč, som ofte blev nævnt i historiske beretninger, indtil begyndelsen af hussitterkrigene, hvor det i maj 1426 blev erobret af husitter ledet af Jan Roháč af Dubá. Mellem 1502 og 1553 tilhørte en stor del af byen og dens omgivelser Wartenbergerne. Senere genvandt herrerne i Dubá / Lipá slottet, og det forblev i deres besiddelse i over 100 år. Det første bevis på jødisk bosættelse i byen stammer fra 1529. Det jødiske samfund begyndte at vokse i 1570. Albrecht von Wallenstein genforenede byen i 1622-1623. Han og senere Kaunitzerne bidrog til endnu et boom i byen ved at grundlægge et kloster og en skole.  Store dele af byen blev ødelagt af brande i 1787 og 1820.
I midten af det 19. århundrede nåede det jødiske samfund sit højdepunkt og udgjorde 12% af byens befolkning, og de bidrog væsentligt til industrialiseringen af byen. Efter kompromiset i 1867 blev byen en del af Østrig-Ungarn indtil 1918, og sæde for Böhmisch Leipa-distriktet, en af de 94 Bezirkshauptmannschaften i Bøhmen. I 1918 blev Česká Lípa en del af det uafhængige Tjekkoslovakiet. Byen blev afstået til Nazityskland med resten af Sudeterland i oktober 1938 i henhold til München-aftalen og lagt under administration af Regierungsbezirk Aussig i Reichsgau Sudetenland . Česká Lípa vendte tilbage til den tjekkoslovakiske administration i maj 1945 efter Tjekkoslovakiets befrielse.
Den moderne udvikling af byen var påvirket af industriel produktion og uranudvinding i regionen. Boligkvarterer bestående af store mængder præfabrikerede boliger blev bygget i udkanten, mens bymidten blev bevaret og erklæret som en kulturmonumentzone.

## Kultur
Kulturhusets Krystalhus er en multifunktionel bygning i bymidten opført i 1975-1990. Den indeholder en biograf, to sale, en restaurant, en balletsal og et galleri. 
Der er et hjemstavnsmuseum og et galleri på grunden af et tidligere augustinerkloster. Dette museum fokuserer på Česká Lípa-regionens historie og natur, zoologi, geologi, uranudvinding i regionen og andre. Museet administrerer også Šatlava – det arkæologiske museum i Česká Lípa-regionen, Víska Magistrate i Kravaře og Karel Hynek Mácha- mindesmærket i Doksy.